# Natchez Trace
Natchez Trace er, eller rettere var, en ca. 700 km lang vej eller sti, der strakte sig fra Natchez i Mississippi til Nashville i Tennessee. Vejen sammenbandt Mississippifloden og Cumberlandfloden. Vejen blev oprindeligt primært brugt af de oprindelige amerikanere, og senere af hvide opdagelsesrejsende, pelsjægere, soldater og handelsrejsende. I slutningen af det 18. og begyndelsen af det 19. århundrede var det en af Nordamerikas væsentligste færdselsårer til lands. I dag eksisterer kun spredte rester at den oprindelige vej.

## Vejens oprindelse
Vejen er formodentlig begyndt som en dyreveksel, hvor vildtet har færdedes, og med vildtet også mennesket. Langs vejen findes rester af menneskelig aktivitet, blandt andet bronzealderhøje, og det får nogle forskere til at mene, at vejen, eller i hvert fald dele af den, har været i brug siden bronzealderen. Er dette sandt er Natchez Trace Nordamerikas ældste eksisterende vej. Fra historisk tid ved man at vejen blev brugt af de oprindelige amerikanere af Natchez-, Choctaw-, Chickasaw- og Cherokeserstammerne, der beboede det nuværende Mississippi og det sydlige Tennessee. Disse stammer udvidede sporet, og var medvirkende til at "koble" de enkelte strækninger sammen.
De første hvide, som kom til området, var spanierne under Hernando de Soto, men det vides ikke om han fandt vejen. Man ved dog at han havde en lejrplads i nærheden af denne, ca. 30 km syd for Tupelo, Mississippi. I 1733 forsøgte franske opdagelsesrejsende at kortlægge området, og deres kort viser en vej, der udgik fik Natchez, og fortabte sig i ukendt område længere mod nord. Det næste bevis på vejens eksistens stammer fra en unavngiven franskmand, der rejste på den i 1742, og som beskrev dens dårlige tilstand i sin dagbog. På dette tidspunkt var Natchez-folket forsvundet. Stammen uddøde omkring 1720, primært udryddet af kampe mod Choctawerne. De tre tilbageblevne stammer, var dog til stor hjælp for de første hvide brugere af vejen. Disse var ikke vant til at færdes i omgivelser som de, der var omkring vejen, så uden hjælp fra indianerne, havde de haft problemer med at klare rejsen fra Natchez til Nashville.

## Vejens udvikling og forsvinden
Omkring 1785 begyndte hvide farmere fra dalene langs Ohiofloden og Tennessee-floden, de såkaldte Kaintucks, at flåde deres varer ned af floderne og videre til Mississippi-floden og videre ad denne til Natchez og New Orleans. Da de ikke kunne stage deres pramme op ad floden, blev det almindeligt, at de solgte disse i enten New Orleans eller Natchez, og derfra gik de så tilbage til deres udgangspunkt ad Natchez Trace. I denne periode blev vejen udvidet og forbedret, ikke mindst da USA's hær i 1801 begyndte at anvende vejen som postrute, og i 1809 kunne man færdes på den med hestevogn. I 1810, var det den mest befærdede vej i det sydvestlige territorium. Langs vejen, med ca. 20-30 kilometers afstand, blev der oprettet "kroer" ("stands"). Da der var flest (omkring 1820), var der 20 kroer langs vejen. Mange af kroerne var bare et halvtag, hvor de rejsende kunne søge ly, og kroværten kunne som regel også levere et måltid mad. Nogle få kroer, var det, vi i dag forstår ved begrebet, med rigtige værelser mm.
Langs vejen opstod også nogle af de første bebyggelser i Mississippi, blandt andre Washington (der var statens første hovedstad), Greenville, Tupelo, og også den nuværende hovedstad, Jackson, Mississippi, ligger tæt på Natchez Trace.
På trods af kroerne var færdsel på vejen ikke altid lige behagelig. Vejen førte blandt andet gennem ubehagelige sumpe, plaget af giftige insekter, slanger og rovdyr, og selv om indianerne var hjælpsomme overfor de første opdagelsesrejsende varede dette ikke ved, da flere og flere hvide trængte ind i området, så også overfald af fjendtligtsindede indianere, vasr en risiko når man rejste. Derudover blev rejsende ofte overfaldet af røverbander. Specielt den sydlige del af vejen, var berygtet. Her var de rejsende inden for rækkevidde af de uheldige elementer, der holdt til i Natchez Under the Hill, en lille "by" for foden af den klint, hvor selve Natchez ligger. Denne "by" var hjemsted for spillere, prostituerede og forbrydere af alle slags. Men også andre steder langs vejen var der risiko for at de rejsende blev overfaldet, og fik frastjålet de penge, som de fleste af dem havde med, som betaling for de varer, de havde solgt i Natchez og New Orleans.
I 1812 ankom det første dampskib til Natchez, og efterhånden blev der etableret bådtransport op ad floden. Det betød, at det blev hurtigere, og ikke mindst mere sikkert at sejle end at gå/køre, og efterhånden begyndte vejen at forfalde og i 1830 blev den officielt nedlagt som vej, hvorefter den fik lov til at forfalde.

## Meriwether Lewis
Meriwether Lewis, den ene af lederne af Lewis og Clark ekspeditionen" der efter denne blandt andet var guvernør i Louisiana, rejste ad vejen i 1809. Ved Grinder's Stand (Grinders Kro, "stand" var den betegnelse man brugte for kroerne langs vejen), i Tennessee gjorde han holdt. I løbet af natten, blev han skudt med to skud. Der hersker stadig stor tvivl om, hvorvidt der var tale om selvmord (Lewis var i stor økonomisk krise, og han var temmelig beruset, og lånte krudt af kroværtinden), eller om han blev myrdet (kroejeren, Robert Grinder, var en af Lewis værste rivaler og der var også banditter i området, så der kunne være tale om rovmord). Ingen kender sandheden om Lewis' død, men det er en kendsgerning, at han ligger begravet ved Grinder's Stand, knap 100 km syd for Nashville. Et monument viser, hvor graven ligger.

## Natchez Trace Parkway
I 1939 begyndte man at anlægge Natchez Trace Parkway, en 715 km lang vej fra Washington, Mississippi (lige uden for Natchez) til Fairview, Tennessee (kort før Nashville). Vejen går gennem staterne Mississippi, Alabama og Tennessee, og den følger i store træk den gamle Natchez Trace. Den sidste del af Natchez Trace Parkway blev færdiggjort så sent som i 2005.
Langs Natchez Trace Parkway ligger adskillige historiske steder og mindesmærker, blandt andet et Meriwether Lewis Museum, en genskabt kro, rester af indianerlandsbyer mm. Vejen går gennem gammelt landbrugsområde, og hele vejen samt de tilliggende områder fungerer som en stor nationalpark på omkring 18.000 hektar. Parken har sit eget Visitor Center i Tupelo, hvor man i øvrigt også kan se Elvis Presleys fødehjem.

### Seværdigheder langs vejen
Mileposts regnes fra Natchez, Missippi:
- Milepost 15: Mount Locust. En genskabt kro fra vejens storhedstid.
- Milepost 41. Sunken Trail. Rester af den oprindelige vej, her som hulvej.
- Milepost 61: Grænsen mellem de hvide nybyggere i det sydvestlige Mississippi og choctaw stammen.
- Milepost 105. Ross Barnett Reservoir Overlook
- Milepost 108. Grænsen mellem republikken West Florida og USA.
- Milepost 180. French Camp. En af de gamle kroer, der i 1822 blev bygget om til skole, og fungerede som sådan helt op til vor tid.
- Milepost 213 Line Creek. Grænsen mellem choctaw og chikasaw stammerne. Et af de få steder, hvor der eksisterede en egentlig grænse mellem to indianerstammer.
- Milepost 266. Tupelo National Battlefield.
- Milepost 308. Statsgrænsen mellem Mississippi og Alabama.
- Milepost 341 Statsgrænsen mellem Alabama og Tennessee
- Milepost 385. Meriwether Lewis' grav.
- Milepost 423: Her gik grænsen mellem USA og Chikasaw stammen, da Tennessee blev stat i 1796.